# Krista Schmidinger
Krista Schmidinger (ur. 18 maja 1970 w Pittsfield) – amerykańska narciarka alpejska, trzykrotna medalistka mistrzostw świata juniorów.

## Kariera
Pierwszy raz na arenie międzynarodowej Krista Schmidinger pojawiła się w 1986 roku, startując na mistrzostwach świata juniorów w Bad Kleinkirchheim. Jej najlepszym wynikiem było tam szóste miejsce w slalomie. Podczas rozgrywanych dwa lata później mistrzostw świata juniorów w Madonna di Campiglio wywalczyła srebrny medal kombinacji, rozdzielając na podium Austriaczkę Sabine Ginther oraz Francuzkę Raymonde Ansanay Alex. Największe sukcesy osiągnęła jednak na mistrzostwach świata juniorów w Aleyska w 1989 roku, gdzie zdobyła dwa medale. Najpierw była druga w slalomie gigancie, w którym wyprzedziła ją tylko siostra bliźniaczka, Kimberly. Następnie wywalczyła kolejny srebrny medal w kombinacji, tym razem plasujące się za Eddą Mutter z RFN, a przed Austriaczką Anją Haas.
Pierwsze punkty w zawodach Pucharu Świata wywalczyła 16 marca 1991 roku Vail, gdzie była dziewiąta w zjeździe. Kilkakrotnie punktowała, jednak nigdy nie stanęła na podium. Najwyższą lokatę w zawodach tego cyklu uzyskała 9 grudnia 1994 roku w Lake Louise, zajmując siódme miejsce w zjeździe. Najlepsze wyniki osiągała w sezonie 1991/1992, kiedy w klasyfikacji generalnej zajęła 62. miejsce. W 1992 roku wystartowała na igrzyskach olimpijskich w Albertville, zajmując jedenaste miejsce w kombinacji i dwunaste w zjeździe. Na rozgrywanych dwa lata później igrzyskach w Lillehammer w swoim jedynym starcie zajęła 27. miejsce w biegu zjazdowym. W tej samej konkurencji zajęła też między innymi 25. miejsce podczas rozgrywanych w 1993 roku mistrzostw świata w Morioce.
Jej siostra bliźniaczka, Kimberly, także uprawiała narciarstwo alpejskie.

## Osiągnięcia

### Igrzyska olimpijskie
| Miejsce | Dzień     | Rok  | Miejscowość | Konkurencja | Czas biegu  | Strata     | Zwyciężczyni       |
| ------- | --------- | ---- | ----------- | ----------- | ----------- | ---------- | ------------------ |
| 12.     | 15 lutego | 1992 | Albertville | Zjazd       | 1:52,55 min | +2,04 s    | Kerrin Lee-Gartner |
| 11.     | 13 lutego | 1992 | Albertville | Kombinacja  | 2,55 pkt    | +49,01 pkt | Petra Kronberger   |
| 27.     | 19 lutego | 1994 | Lillehammer | Zjazd       | 1:35,93 min | +2,83 s    | Katja Seizinger    |

### Mistrzostwa świata
| Miejsce | Dzień     | Rok  | Miejscowość | Konkurencja | Czas biegu  | Strata  | Zwyciężczyni |
| ------- | --------- | ---- | ----------- | ----------- | ----------- | ------- | ------------ |
| 25.     | 11 lutego | 1993 | Morioka     | Zjazd       | 1:27,38 min | +1,78 s | Kate Pace    |

### Mistrzostwa świata juniorów
| Miejsce | Dzień       | Rok  | Miejscowość          | Konkurencja | Czas biegu  | Strata  | Zwyciężczyni           |
| ------- | ----------- | ---- | -------------------- | ----------- | ----------- | ------- | ---------------------- |
| 11.     | 21 lutego   | 1986 | Bad Kleinkirchheim   | Gigant      | 2:06,61 min | +3,20 s | Lucia Medzihradská     |
| 7.      | 22 lutego   | 1986 | Bad Kleinkirchheim   | Slalom      | 1:31,92 min | +1,14 s | Christa Hartmann       |
| 13.     | 27 stycznia | 1988 | Madonna di Campiglio | Zjazd       | 1:15,24 min | +1,60 s | Andrea Schwarzenberger |
| 14.     | 28 stycznia | 1988 | Madonna di Campiglio | Supergigant | 1:16,26 min | +2,21 s | Sabine Ginther         |
| 8.      | 30 stycznia | 1988 | Madonna di Campiglio | Gigant      | 1:53,22 min | +1,90 s | Sabine Ginther         |
| 8.      | 31 stycznia | 1988 | Madonna di Campiglio | Slalom      | 1:37,98 min | +2,03 s | Renate Oberhofer       |
| 2.      | 31 stycznia | 1988 | Madonna di Campiglio | Kombinacja  | ?           | ?       | Sabine Ginther         |
| 7.      | 5 kwietnia  | 1989 | Aleyska              | Zjazd       | 1:31,91 min | +1,45 s | Sabine Ginther         |
| 18.     | 6 kwietnia  | 1989 | Aleyska              | Supergigant | 1:20,69 min | +3,32 s | Sabine Ginther         |
| 11.     | 7 kwietnia  | 1989 | Aleyska              | Slalom      | 1:41,48 min | +5,08 s | Gabriela Zingre        |
| 2.      | 7 kwietnia  | 1989 | Aleyska              | Gigant      | 2:09,19 min | +0,50 s | Kimberly Schmidinger   |
| 2.      | 8 kwietnia  | 1989 | Aleyska              | Kombinacja  | ?           | ?       | Edda Mutter            |

### Puchar Świata

#### Miejsca w klasyfikacji generalnej
- sezon 1990/1991: 69.
- sezon 1991/1992: 62.
- sezon 1992/1993: 65.
- sezon 1993/1994: 80.
- sezon 1994/1995: 65.
- sezon 1995/1996: 114.

#### Miejsca na podium
Krista Schmidinger nigdy nie stanęła na podium zawodów PŚ.